# 薬師丸ひろ子の出演作品一覧
薬師丸ひろ子の出演作品一覧（やくしまるひろこのしゅつえんさくひんいちらん）では、日本の女優・歌手である薬師丸ひろ子が出演した映画、テレビドラマ、舞台、ラジオ番組、CMなどの出演作品の一覧を示す。

## 映画
♪は主題歌も担当。
- 野性の証明（1978年10月7日公開、日本ヘラルド映画、東映） - 長井頼子 役 ※デビュー作品、＜角川映画＞
- 戦国自衛隊（1979年12月15日公開、東宝、※カメオ出演） - 子供のような武士 役、＜角川映画＞
- 翔んだカップル（1980年7月26日公開、東宝）[1] - 主演・山葉圭 役
  - 翔んだカップル オリジナル版 （1983年3月12日公開、東宝）
- ねらわれた学園（1981年7月11日公開、東宝）[1] - 主演・三田村由香 役、＜角川映画＞
- セーラー服と機関銃（1981年12月19日公開、東映） - 主演・星泉 役、♪主題歌「セーラー服と機関銃」、＜角川映画＞
  - セーラー服と機関銃・完璧版（1982年7月10日公開、東映）＜角川映画＞
- 装いの街（1982年7月10日公開、東映、1979年のテレビドラマをキネコ処理し、『セーラー服と機関銃・完璧版』と併映）[1]
- 探偵物語（1983年7月16日公開、東映）[1] - 主演・新井直美 役、♪主題歌「探偵物語」、＜角川映画＞
- 里見八犬伝（1983年12月10日公開、東映）[1] - 主演・静姫 役、＜角川映画＞
- メイン・テーマ（1984年7月14日公開、東映）[1] - 主演・小笠原しぶき 役、♪主題歌「メイン・テーマ」、＜角川映画＞
- Wの悲劇（1984年12月15日公開、東映）[1] - 主演・三田静香 役 ♪主題歌「Woman "Wの悲劇"より」、＜角川映画＞
- 野蛮人のように（1985年12月14日公開、東映）[1] - 主演・有栖川珠子 役 ♪主題歌「ステキな恋の忘れ方」
- キャバレー（1986年4月26日公開、東宝） - ウエイトレス 役 ※ゲスト出演、＜角川映画＞
- 紳士同盟（1986年12月13日公開、東映）[1] - 主演・樹里野悦子 役、♪主題歌「紳士同盟」
- ダウンタウン・ヒーローズ（1988年8月6日公開、松竹） - 主演・中原房子 役、♪イメージソング「時代」
- レディ! レディ READY! LADY（1989年11月18日公開、アルゴ・プロジェクト） - 主演・高橋亮子 役 ♪主題歌「Windy Boy」
- 病院へ行こう（1990年4月7日公開、東映） - 主演・吉川みどり 役
- タスマニア物語（1990年7月21日公開、東宝） - 平島直子 役
- きらきらひかる （1992年10月24日公開、日本ヘラルド映画） - 主演・岸田笑子 役
- ナースコール（1993年1月30日公開、東宝） - 主演・五十嵐梢 役
- マグニチュード 明日への架け橋（1997年11月22日公開、東宝） - 日置陽子（教諭） 役
- 木更津キャッツアイ 日本シリーズ（2003年11月1日公開、アスミック・エース エンタテインメント） - 美礼先生（浅田美礼） 役
  - 木更津キャッツアイ ワールドシリーズ（2006年10月28日公開）
- レイクサイド マーダーケース（2005年1月22日公開、東宝） - 並木美菜子 役
- オペレッタ狸御殿（2005年5月28日公開、松竹） - お萩の局 役
- 鉄人28号（2005年3月19日公開、松竹） - 金田陽子 役
- ALWAYS 三丁目の夕日（2005年11月5日公開、東宝） - 鈴木トモエ 役
  - ALWAYS 続・三丁目の夕日（2007年11月3日公開）
  - ALWAYS 三丁目の夕日'64（2012年1月21日公開）
- あおげば尊し（2006年1月21日公開） - 峰岸麻理 役
- ありがとう（2006年11月25日公開、東映） - 飯田美子 役
- バブルへGO!! タイムマシンはドラム式（2007年2月10日公開、東宝） - 田中真理子 役
- めがね（2007年9月22日公開、日活 ※1シーンの出演） - 森下 役
- うた魂♪（2008年4月5日公開、日活） - 瀬沼裕子 役
- ヘブンズ・ドア（2009年2月7日公開、アスミック・エース） - 春海の母・鞠子 役
- 今度は愛妻家（2010年1月16日公開、東映） - 北見さくら 役
- ハナミズキ（2010年8月21日公開、東宝） - 平沢良子 役
- わさお（2011年3月5日公開、東映） - 主演・菊谷セツ子 役、♪主題歌「僕の宝物」
- DESTINY 鎌倉ものがたり（2017年12月9日公開、東宝） - 小料理屋の女将・静 役[2]
- 8年越しの花嫁 奇跡の実話（2017年12月16日公開、松竹） - 中原初美 役
- コーヒーが冷めないうちに（2018年9月21日公開、東宝） - 高竹佳代 役[3]
- ブラック校則（2019年11月1日公開、松竹） - 掃除婦・ヴァージニア・ウルフ 役[4]
- みをつくし料理帖（2020年10月16日公開、東映） - 戯作者・清右衛門の妻・お百 役（特別出演） ※角川春樹監督作品[5]
- とんび（2022年4月8日公開、KADOKAWA、イオンエンターテイメント） - たえ子 役 ※36年ぶりに角川映画に復帰、＜角川映画＞[6]
- 川っぺりムコリッタ（2022年9月16日、KADOKAWA）、＜角川映画＞
- ブルーピリオド（2024年8月9日、ワーナー・ブラザース映画） - 佐伯昌子 役[7]
- ラストマイル（2024年8月23日、東宝） - 三澄夏代 役[8]

## アニメーション

### 劇場用アニメ
- 地球（テラ）へ…（1980年4月26日公開、東映）- ジョナ・マツカ 役
- シンドバッド 空とぶ姫と秘密の島（2015年7月4日公開、イオンエンターテイメント） - ラティーファ 役[9]

### その他
- 地球の秘密（1996年） - 島根県の小学生坪田愛華原作による環境教育用アニメーション・ビデオ。地球の精・アースの声[10]

## テレビドラマ
- 敵か?味方か?3対3（1978年5月25日 - 7月6日、テレビ朝日・ナショナルゴールデン劇場、名義:薬師丸博子） - 飯島夏子 役
- 装いの街（1979年1月21日、TBS・東芝日曜劇場、1982年に『セーラー服と機関銃・完璧版』の併映で劇場公開） - 加代子 役
- ミセスシンデレラ（1997年4月17日 - 6月26日、フジテレビ、木曜劇場） - 主演・香山みずほ 役[11]
- 熱の島で〜ヒートアイランド東京〜（1997年11月29日、NHK総合）[12][13][14][注 1] - 主演・海野琴子 役
- サンタはあなたの味方です（1998年12月23日、NHK BS2）[15] - 主演・サンタクロース 役
- バカヤロー!1999 ニッポン人の怒り爆発 ストレス解消3連発 「小銭がなくて何が悪い!」（1999年9月26日、日本テレビ）[16] - 主演・小銭の持ち合わせがない子持ち主婦 役
- 恋愛中毒（2000年1月20日 - 3月16日、テレビ朝日・木曜ドラマ） - 主演・水無月美雨 役
- アフリカポレポレ（2000年5月13日 - 5月27日、NHK総合・土曜特集）[17] - 菜穂子 役
- コウノトリなぜ紅い（2001年11月27日、NHK・ハイビジョンサスペンス） - 主演・美山史子 役[18][注 2]
- 木更津キャッツアイ（2002年1月18日 - 3月15日、TBS） - 美礼先生（浅田美礼） 役
- 香港明星迷（ホンコンみょうじょうめい）（2002年9月4日、テレビ東京、【ゲスト出演：イーキン・チェン】）[19] - 主演・工藤里美 役
- ママの遺伝子（2002年10月11日 - 12月13日、TBS・金曜ドラマ） - 主演・藤木七海 役
- ブラックジャックによろしく 〜涙のがん病棟編〜（2004年1月3日、TBS） - 辻本良枝 役
- にんげんだもの〜相田みつを物語〜（2004年12月11日、テレビ朝日・テレビ朝日開局45周年記念）[20] - 相田千江 役
- タイガー&ドラゴン「第6話 明烏の回」（2005年5月20日、TBS） - 白石克子 役
- 1リットルの涙（2005年10月11日 - 12月20日、フジテレビ） - 池内潮香 役
  - 1リットルの涙 特別編〜追憶〜（2007年4月5日）
- ウメ子（2005年12月5日、TBS、ドラマスペシャル）[21] - 河合桃子 役
- 白虎隊（2007年1月6・7日、テレビ朝日） - 酒井しげ 役
- パパの涙で子は育つ（2007年6月15日、フジテレビ・父の日スペシャル）[22] - 川村ふみか 役
- 愛馬物語（2008年5月3日、フジテレビ、土曜プレミアム） - 野添幸子 役
- ホームレス中学生（2008年7月12日、フジテレビ・土曜プレミアム）- 田村恵子 役
  - ホームレス中学生2（2009年4月12日、フジテレビ）
- 千の風になって ドラマスペシャル「なでしこ隊〜少女達だけが見た特攻隊・封印された23日間〜」（2008年9月20日、フジテレビ・土曜プレミアム） - 鳥濱トメ 役
- あるがままの君でいて（2008年11月24日、TBS・パナソニックドラマスペシャル） - 榎本由香 役
- さくら道（2009年3月17日、日本テレビ） - 佐藤光代 役
- 戦場のメロディ（2009年9月12日、フジテレビ・土曜プレミアム） - 主演・渡辺はま子 役
- うぬぼれ刑事「第5話 甘党」（2010年8月6日、TBS） - 前原信子 役
- 外科医 須磨久善（2010年9月5日、テレビ朝日） - 須磨千代子 役
- Q10 （2010年10月-12月、日本テレビ） - 柳栗子 役
- 全開ガール（2011年7月11日 - 9月19日、フジテレビ） - 桜川昇子 役
- 世の中を忘れたやうな蚊帳の中[注 3]（2011年11月12日、NHK BSプレミアム） - 木皿泉脚本
- 妻が夫をおくるとき（2012年7月23日、TBS） - 石井ふく子 役[24] - 石井ふく子 役
- 車イスで僕は空を飛ぶ（2012年8月25日、日本テレビ） - 長谷部はる子 役
- 泣くな、はらちゃん（2013年1月 - 3月、日本テレビ） - 矢口百合子 役[25]
- 連続テレビ小説 （NHK総合）
  - あまちゃん（2013年6月 - 9月） - 鈴鹿ひろ美 役
  - エール（2020年4月 - 11月） - 関内光子 役[26][27]
- こうのとりのゆりかご〜「赤ちゃんポスト」の6年間と救われた92の命の未来〜（2013年11月25日、TBS） - 主演・安田裕美子 役[注 4]
- 弱くても勝てます 〜青志先生とへっぽこ高校球児の野望〜（2014年4月 - 6月、日本テレビ） - 樽見楓 役[29]
- おやじの背中 第5話（2014年8月10日、TBS） - 丸井弓子 役
- ど根性ガエル（2015年7月 - 9月、日本テレビ） - ヒロシの母 役[30]
- 赤めだか（2015年12月28日、TBS） - ナレーション[31]
- 富士ファミリー（2016年1月2日、NHK総合） - 主演・鷹子 役[32][33]
  - 富士ファミリー2017（2017年1月、NHK総合）[34]
- 百合子さんの絵本 〜陸軍武官・小野寺夫婦の戦争〜（2016年7月30日、NHK総合） - 主演・小野寺百合子 役[35]
- アンナチュラル（2018年1月 - 3月、TBS） - 三澄夏代 役[36]
- LIFE!スペシャル 忍べ!右左エ門（2018年12月19日、NHK総合） - 大家のたき 役[37]
- 大河ドラマ いだてん〜東京オリムピック噺〜（2019年、NHK総合） - マリー 役[38]
- 絆のペダル（2019年8月24日、日本テレビ） - ヒロイン・宮澤純子 役[39]
- 最愛（2021年10月15日 - 12月17日、TBS） - 真田梓 役[40][41]
- BSプレミアムドラマ 拾われた男 Lost Man Found（2022年6月26日 - 8月28日、NHK BSプレミアム・ディズニープラス）- 山村 役[42]
- キッチン革命 第1夜・第2夜（2023年3月25 - 26日、テレビ朝日） - 香美綾子（壮年期） 役[43]
- だが、情熱はある（2023年4月9日 - 6月25日、日本テレビ） - 島貴子 役[44]

## 舞台
- 東京交響楽団 特別演奏会「アンネの日記」（1994年4月11日・サントリーホール） - 朗読。 マイケル・ティルソン・トーマス「アンネの日記」より
  - 東京交響楽団 第18回 95少年少女のための夏休みコンサート「平和への願い」 薬師丸ひろ子の「アンネの日記」（1995年7月29日・東京芸術劇場）
- ミュージカル 雨に唄えば（1996年5月4日 - 26日・日生劇場、1996年5月31日 - 6月2日・名古屋国際会議場センチュリーホール） - 主演・キャシー・セルダン 役
- ミュージカル シュガー（1998年9月5日 - 28日・日生劇場） - 主演・シュガー 役。『シュガー（英語版）』は映画『お熱いのがお好き』をミュージカルにしたもの。
- ウーマンリブ Vol.9「七人の恋人」（2005年10月）（宮藤官九郎作・演出） - ナレーション
- すうねるところ（2012年8月27日 - 9月9日・シアタートラム）（木皿泉脚本・内藤裕敬演出） - 主演・アザミ（吸血鬼） 役
- ハルナガニ（2014年4月7日 - 4月27日・シアタートラム）（木皿泉脚本・内藤裕敬演出） - 主演・久里子 役

## ドキュメンタリー
- テレビシティ特別企画 薬師丸ひろ子 セーラー服を脱いで・・・（1983年4月6日21:00-22:24、TBS）
- 薬師丸ひろ子 19歳・夏（1983年7月10日 15:30-17:00、日本テレビ）[注 5]
- オール・ザット・薬師丸ひろ子（1984年12月9日 16:00-17:00、日本テレビ）[注 6]
- 薬師丸ひろ子が見た！サハリン（樺太）縦断1000キロ（1989年5月19日、フジテレビ）- 第7回ATP賞ノンフィクション部門優秀賞受賞[45][46]。
  - 薬師丸ひろ子が見た！サハリン感動の47年（1992年4月24日、フジテレビ）
- 金曜ファミリーランド「薬師丸ひろ子の 体当たり！体験教師物語 〜青い眼の自閉症児たちPart VI〜」（1994年、フジテレビ）
- 消えた中国皇帝の秘宝（1998年9月23日、TBSテレビ）
- 故宮大長征 中国皇帝の秘宝10000キロの旅（1999年1月1日、TBS）[47]
- ルネサンス時空の旅人・奇跡の都ベネチア物語（2000年11月3日、日本テレビ）[48][注 7]
- 中国謎のヴィーナス〜薬師丸ひろ子・幻の遣唐使ロード3000キロをゆく〜（2000年11月5日、テレビ朝日）
- ケンボー先生と山田先生〜辞書に人生を捧げた二人の男〜（2013年4月29日、NHK BSプレミアム） - 第30回ATP賞情報・バラエティー部門最優秀賞[49]、第40回放送文化基金賞テレビエンターテインメント番組優秀賞を受賞[50]。
- ガウディの遺言〜サグラダ・ファミリア100年の夢〜（2016年3月5日、NHK BSプレミアム）[51]
- 宇宙の人気番組「いとしの地球アワー」（2021年5月5日、NHK総合） - ミジンコ裁判長 役（声）

## ナレーション
- テレビ番組
  - 放送中の番組
    - 食彩の王国（2003年 -　、テレビ朝日）

  - 放送終了した番組
    - 野坂昭如の戦争童話集『青いオウムと痩せた男の子の話』（1996年、NHK BS2）[52]
    - 新日本探訪（1996年、NHK総合）
    - 世界遺産スペシャル 地球の記憶（1997年1月2日、TBS）[53]
    - にんげんドキュメント（2005・2006年、NHK総合）
    - 負ケテタマルカ!! -画用紙に描いた命の記録- （2008年、フジテレビ）[54][55]
    - SONGS（2009・2013年、NHK総合） - 井上陽水の回、中島みゆきの「時代」の回
    - わんにゃん茶館（2010・2011年、NHK BS2）
    - 世界ふれあい街歩き（2010年、NHK総合）
    - わ・す・れ・な・い 〜それでも僕らは生きていく〜 （2012年、フジテレビ）[56] - 東日本大震災を被災した子供たちに密着したドキュメンタリー
      - わ・す・れ・な・い 〜明日の君に逢いたい 2013夏〜 （2013年、フジテレビ）[57]

    - ETV特集「小さき命のバトン」（2015年、NHK Eテレ） - 熊本市にある慈恵病院での「赤ちゃん縁組み」の記録
    - 漱石100年・アジアへの旅〜姜尚中 中国・韓国をゆく〜（2016年、BSプレミアム）[58]
    - 日本のVFXを変えた男 ヒットメーカー 山崎貴の挑戦（2016年、BSプレミアム）[59]
    - 秘境中国 謎の民 天頂に生きる 〜長江文明を築いた悲劇の民族〜（2017年、BSプレミアム）[60]

- イベント
  - 埼玉銀行館『3Dワンダーワールド』（1988年、'88さいたま博覧会） - 声の出演。世界14か国の空の旅の案内役。[61]
  - 特別展「みちのくの仏像」（2015年、東京国立博物館）[62]

## ラジオ番組
放送中の番組
- 薬師丸ひろ子 ハート・デリバリー （ニッポン放送、2011年4月17日 - ）

放送終了した番組
- レギュラー番組
  - 薬師丸ひろ子 ひろ子探偵局 → 薬師丸ひろ子 ほほえみ通信（ニッポン放送、1983年5月〜1984年4月）[63]
  - 薬師丸ひろ子 あなたに・愛・わいわい!（ニッポン放送、1985年5月 - 1987年4月）[63]
  - ウィークエンド・ファンタジー〜薬師丸ひろ子・ロマンティック・ストリート〜（エフエム大阪）[63]
  - AMAZING STORY（J-WAVE）
- ゲスト出演・特番
  - パックインミュージック「薬師丸ひろ子・荻野目慶子 17歳対談」（TBSラジオ、1981年12月1日）
  - 20歳のバースデー・パーティー〜薬師丸ひろ子のオールナイトニッポン〜（ニッポン放送、1984年6月9日）
  - 高倉健 1996 旅の途中で（ニッポン放送、1996年7月22日）[64]
  - キック・ザ・カンクロー（TBSラジオ、2006年10月22日）
  - サントリー・サタデー・ウェイティング・バー（TOKYO FM、2007年2月10日）[65] - 盗み聞き大賞2007［グランプリ］薬師丸ひろ子『車の運転』の話[66]
  - サウンドミュージアム〜竹内まりや特集〜（NHK-FM、2007年6月24日） - 小説『午前10時に竹内まりや。』のラジオ・ドラマ[67]
  - 岡田惠和 今宵、ロックバーで〜ドラマな人々の音楽談義〜（NHKラジオ第1・FM） - 2013年4月6日・2016年11月12日・2018年5月13日
  - オールナイトニッポンGOLDスペシャル 高倉健 旅の途中で… （ニッポン放送、2014年12月8日） - 高倉健追悼特別番組。パーソナリティ。
  - 薬師丸ひろ子 シネマ・ミュージック・デリバリー （ニッポン放送、2016年12月18日）[68] - 映画音楽カバー『Cinema Songs』リリース記念
  - 歌手活動40年 薬師丸ひろ子“小春日和”（NHKラジオ第1、2021年11月23日、12:15 - 14:55） - 歌手活動40周年記念[69]
  - 金曜ボイスログ（TBSラジオ、2022年6月3日）
  - ALL The Feels (NACK5、2024年1月22日 - 25日)[70] - 週替わりセレクター

## CM・広告
※特に断りのないものはCM
- 日本体育協会 「体育の日」（1978年） - 広告。国立競技場で撮影されたポスター[71]。
- 江崎グリコ 「サワーコロン」（1978 - 1979年）[注 8]
- 角川書店
  - 角川文庫
    - 「時間がないんだ青春は」（1979年） - 角川文庫夏のフェアキャンペーン[72]
    - 「ひとりぽっちの空間飛行」（1980年） - 角川文庫'80フェア[73]
    - 「好きです、日本語」（1981年） - 人形浄瑠璃の世界。八百屋お七の人形役[74]
    - 「こころは、少年。」（1984年） - 角川文庫創刊35周年記念。原田知世と共演

  - カドカワノベルズ（1981年） - 桃太郎
  - 角川の辞典（『新国語辞典』・『古語辞典』・『新字源』など合計13の辞典）（1982年） - 広告。辞典購入者に薬師丸のポスタープレゼント[75]。
- 資生堂
  - 「色」（1979年1月4日） - カンヌ国際広告祭で金賞受賞。実相寺昭雄監督。薬師丸ひろ子（14歳）。資生堂TVスペシャル『ウエスト・サイド物語』に挿入された特別ロングCM[76]。第19回 ACC CM FESTIVAL 秀作賞[77][78][79][注 9]。
  - 「口紅－あこがれ」（1980年1月3日） - 東陽一監督。薬師丸ひろ子（15歳）。資生堂TVスペシャル『源氏物語』に挿入された特別ロングCM[80]。カンヌ国際広告祭で佳作[73]。
  - 「ポーセリア」（1984 - 1986年）
- テクニクス「ハートの歌が聴こえるか」
  - テクニクススペースT7「涙」（1981年） - 第21回 ACC CM FESTIVAL ACC賞[81]
- カルピス「白くはじけるカルピスソーダ」（1981年）[注 10]
- 小西六「サクラカラー」（1982年） - サクラカラー購入者に薬師丸のポスタープレゼント[82]。
- 東芝「テレビ、ビデオデッキ等」
  - ビュースター「サンドアート」（1985年） - 第25回 ACC CM FESTIVAL ACC賞[83]
- NTT
  - 「TALK ON THE PHONE」
    - トラヒック「廊下」（1985年） - 第25回 ACC CM FESTIVAL 秀作賞 [84]

  - 「19の日」（トークのひ）
    - トークの日「言っちゃえ」（1987年） - 第27回 ACC CM FESTIVAL テレビCM部門ACC賞、昭和のCF100選（作品No.98（昭和62年））[85][86]
    - トークの日「電話じゃなきゃいえない 10代の女の子」（1989年） - 第29回 ACC CM FESTIVAL ラジオCM部門優秀賞[87]

  - 「パジャマ・コール」
    - 「今、おじゃま? 」（1990年） - 第30回 ACC CM FESTIVAL テレビCM部門優秀賞[88]

  - 「100年目の電話生活」 - 監督：森田芳光。シリーズCM[89]。
    - 「涙の訴え」「（4ケタ局番） 新しい年へ」「結婚の前日」（1991年） - 第31回 ACC CM FESTIVAL テレビCM部門優秀賞[90][91][注 11]
- サントリー
  - SUNTORY CANビール「これがリッチな缶ビール」（1987年） - ヤクルトに入団したボブ・ホーナーと共演[92]。
  - 和膳「妻、曰く。」（2014年） - 和食がおいしくなるビール[93]
- ライオン「ソフトインワン」（1989 - 1995年、2005 - 2006年）
  - 「ちゃんリンシャン」（1989年） - 第29回 ACC CM FESTIVAL テレビCM部門優秀賞[94]
  - 「ちゃんリンシャンください」（1990年） - 第30回 ACC CM FESTIVAL テレビCM部門優秀賞[95]
  - 「アニメ・ちゃん リン シャン リバイバル篇」（2005年）[93]
- 雪印乳業（現：雪印メグミルク）「ヴィンテージ」（1994年）
- 本田技研工業「ラクーン 薬師丸さん篇」（1997年）[96]
- 大塚製薬「SOYJOY」（2009年）[93]
- 花王「セグレタ（ハリ・つやシリーズ）」（2014年）[93]
- 三井住友海上「花びらの笑顔篇」（2017年） - 薬師丸初のCMソング「早春賦」を歌唱[97]。
- 明治「明治プロビオヨーグルトLG21」
  - 「胃で働く」篇（2017年）[98]
  - 「行ってこい」篇（2018年）[99]
- 明治 - 賀来賢人と共演。
  - 「企業CM」免疫力研究所の女 File.01・駆け込んでくる刑事（2019年）[93]
  - 「企業CM」免疫力研究所の女 File.02・駆け込んでくる刑事（インフルエンザウイルス）（2019年）[93]
  - 「企業CM」「パスツール研究所」篇（2020年） - 「明治プロビオヨーグルトR-1」[93]
  - 「企業CM」「歴史」篇（2021年）[93]